# Лотошинское благочиние
Лотошинское благочиние — округ Одинцовской епархии Русской православной церкви, объединяющий приходы в пределах городского округа Лотошино Московской области.
В округе 6 приходов. Благочинный округа — иерей Алексий Кошелев, настоятель Преображенской церкви посёлка Лотошино.

## Храмы благочиния

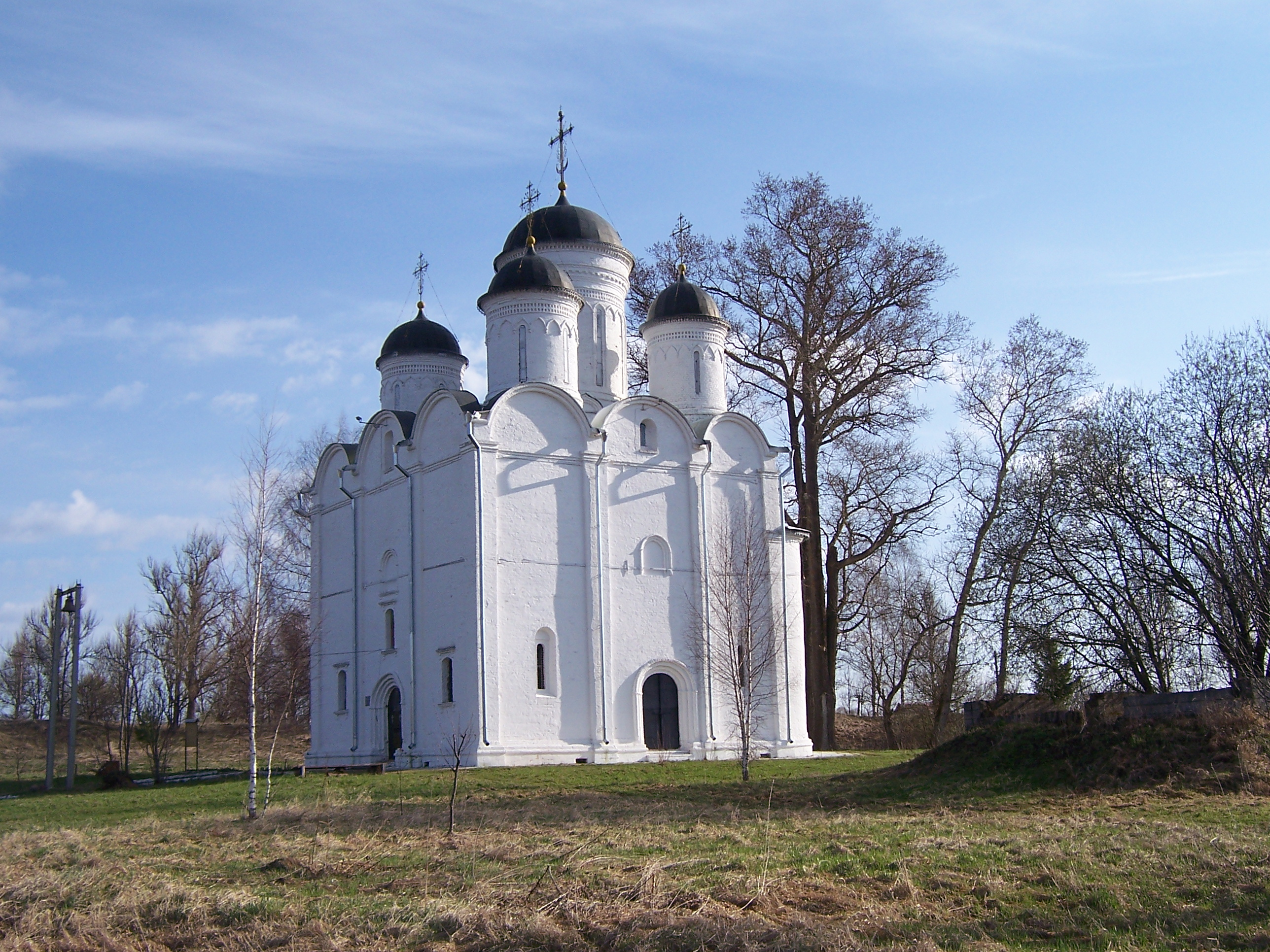
Церковь Архангела Михаила в селе Микулино-Городище

### Деревня Грибаново
- Иоанно-Предтеченская церковь[3] (1888—1901); объект культурного наследия[4].

### посёлок Лотошино
- Преображенская церковь (строится).
- Серафимовская церковь (2003)

### село Микулино-Городище
- Церковь Архангела Михаила (конец 1550-х); объект культурного наследия[5].
- Успенская церковь (2005).

### деревня Нововасильевское
- Покровская церковь (1868); объект культурного наследия[6].

### деревня Телешово
- Скорбященская церковь (1908—1912); объект культурного наследия[7].

### село Щеглятьево
- Покровская церковь (1883—1884)[8]; объект культурного наследия[9].

## Канцелярия благочиния
Московская область, Лотошинский район, посёлок Лотошино, Преображенская церковь, ул. Центральная, д. 3.